# Coniche confocali
In geometria, due sezioni coniche sono dette confocali, se hanno gli stessi fuochi. Poiché ellissi e iperboli possiedono due fuochi, ci sono ellissi confocali, iperboli confocali e combinazione confocale di ellissi e iperboli. In questa combinazione, qualsiasi ellisse interseca qualsiasi iperbole ortogonalmente. Le parabole possiedono un solo fuoco, quindi, per convenzione, le parabole confocali hanno lo stesso fuoco e lo stesso asse di simmetria. Di conseguenza, qualsiasi punto non sull'asse di simmetria giace su due parabole confocali che si intersecano ortogonalmente.

Fasci di ellissi e iperboli confocali

Quando un'ellisse e un'iperbole sono confocali, essi si intersecano ad angolo retto

L'estensione del concetto di conica confocale alle superfici porta alle quadriche confocali.